# Le Monde au mille couleurs
Le Monde au mille couleurs (titre original : World of a Thousand Colors) est une nouvelle fantastique et de science-fiction de Robert Silverberg.
La nouvelle est connue pour son ton à la fois dramatique et très poétique, mettant en scène un antihéros assassin et cupide qui finit tragiquement.

## Publications
Entre 1957 et 2012, la nouvelle a été éditée à quinze reprises dans des recueils de nouvelles de Robert Silverberg ou des anthologies de science-fiction.
- Publications aux États-Unis

La nouvelle est parue en juin 1957 sous le titre World of a Thousand Colors dans le magazine Super Science Fiction. Elle a ensuite été régulièrement rééditée dans divers recueils de Robert Silverberg et diverses anthologies. Le titre de cette nouvelle a donné son nom au recueil World of a Thousand Colours publié en août 1983 chez Priam Books - Arbor House, puis en juillet 1984 dans une autre maison d'édition.
- Publications en France

La nouvelle a été publiée en langue française en 2002 dans le recueil Le Chemin de la nuit, avec une traduction d'Hélène Collon. Elle est l'une des 124 meilleures nouvelles de Silverberg sélectionnées pour l'ensemble de recueils Nouvelles au fil du temps, dont Le Chemin de la nuit est le premier tome.
- Publication en Allemagne

La nouvelle est parue en Allemagne en 1972 sous le titre Welt der tausend Farben.

## Résumé
Jolvar Hollinrede découvre qu'un homme qu'il a croisé se rend sur le Monde aux Mille Couleurs afin de subir « l'Épreuve ». Il voit immédiatement le profit qu'il pourrait en retirer : on dit que le fait de remporter l'Épreuve permet d'accéder à des richesses inouïes, et que seuls quelques « Élus » peuvent la réussir. L'homme qu'il a croisé s'appelle Derveran Marti et, après un rigoureux processus de sélection, a été admis en qualité d'« Impétrant » pour passer l'Épreuve avec quelques autres candidats. 
Jolvar Hollinrede engage la conversation, joue aux cartes avec lui, et décide de le tuer afin de prendre sa place. Chose imaginée, chose faite : il assassine Derveran Marti, se déguise, change le son de voix pour qu'elle ressemble à celle de Marti, et jette dans l'incinérateur le cadavre, qu'il fait passer pour le sien. Officiellement, Jolvar Hollinrede est mort au cours d'une partie de cartes. 
Personne ne se rend compte de la supercherie. 
À bord du vaisseau stellaire L'Arpenteur d'étoiles, où une place était déjà retenue au nom de Derveran Marti, Jolvar se rend jusqu'au Monde aux Mille Couleurs. Là, il fait la connaissance des autres Impétrants, six personnes en tout.
On leur annonce que l'Épreuve va immédiatement commencer et qu'ils doivent se mettre en cercle : de chaque Impétrant va surgir une couleur, et des sept couleurs, il conviendra de les unir de manière à n'en faire qu'une seule. Il faut que les sept couleurs soient unies pour que l'Épreuve soit réussie. Soit les 7 Impétrants fusionnent tous ensemble, soit ils échouent collectivement. 
Un bandeau de couleur noire sort du bras de Jolvar, tandis que d'autres couleurs sortent des bras des autres Impétrants. Les couleurs se mélangent petit à petit en tournant autour d'un axe central, mais un problème surgit : la couleur noire de Jolvar ne parvient pas à fusionner avec les autres couleurs et reste en bordure, ce qui énerve et stresse Jolvar. Les autres participants constatent eux aussi que la couleur de Jolvar ne fusionne pas avec les six autres et, comme lui, se montrent de plus en plus stressés. À la fin, les six Impétrants se retournent physiquement contre Jolvar et le précipitent contre une roche. 
Grièvement blessé et gisant sur le sol, Jolvar voit que sa couleur disparaît et que les six autres fusionnent pour donner naissance à un beau ruban coloré qui s'envole dans le ciel, tandis que les corps matériels des Impétrants disparaissent. Jolvar meurt peu après, seul.

## Compléments